# (26356) Aventini
(26356) Aventini (1998 YE10) – planetoida z grupy pasa głównego asteroid okrążająca Słońce w ciągu 4,51 lat w średniej odległości 2,73 j.a. Odkryta 26 grudnia 1998 roku.